# سبايتزل الجبن
سبايتزل الجبن (تعني بالألمانية "سبايتزل بالجبن"، وتسمى أيضًا فطائر الجبن كيسكبفليه في فورارلبرغ وليختنشتاين أو كاسنوكن في تيرول) هي طبق شعبي من المناطق الألمانية في شوابيا وبادن و ألغاو ، وكذلك في المناطق النمساوية فورارلبرغ و تيرول ، وكذلك ليختنشتاين وسويسرا.

## طريقة التحضير

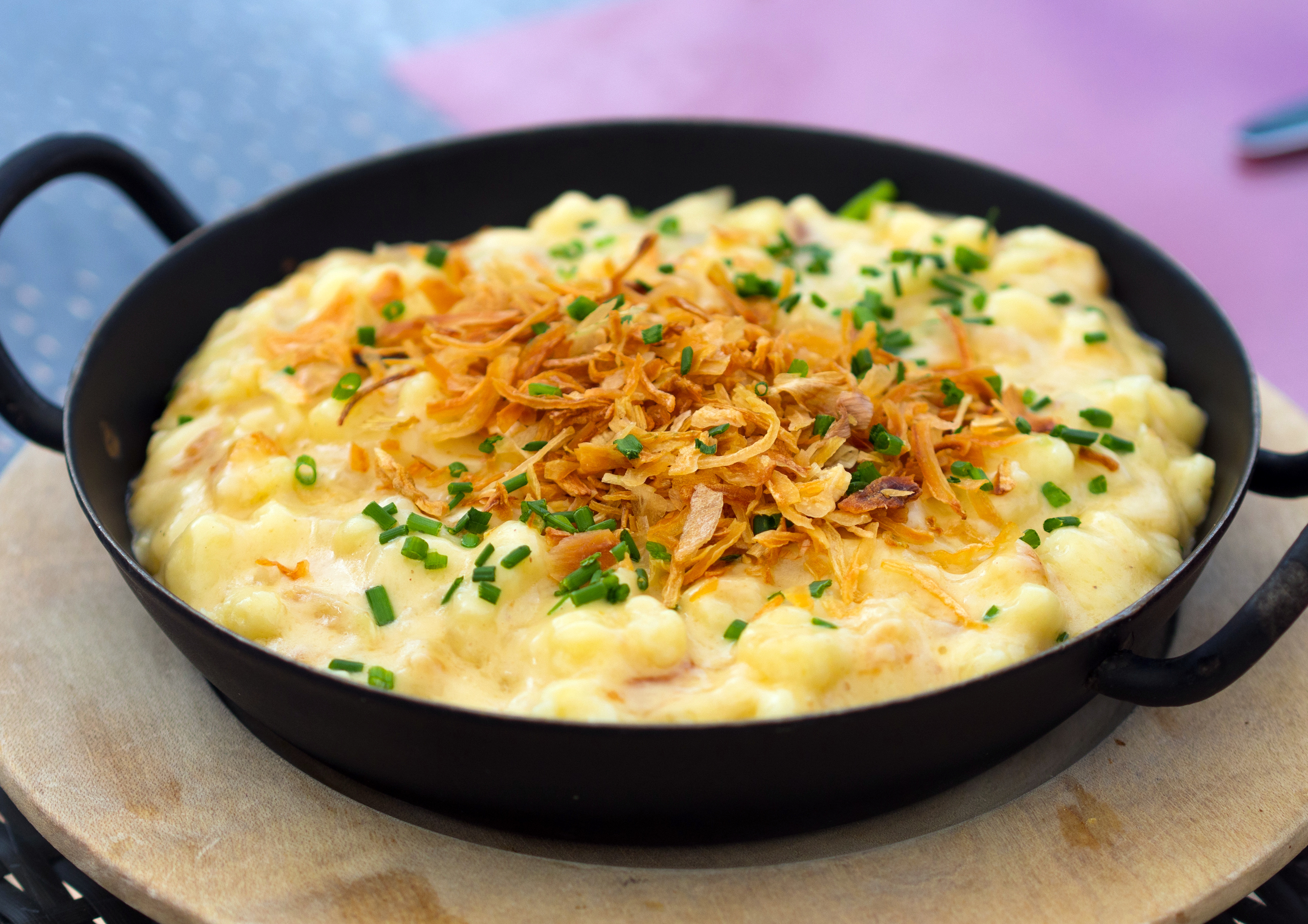
Käsespätzle in pan.

يتم وضع الجبن سباتزل الساخن والجبن المحمص، مثل جبن الإيمنتالر أو الجبن قرينلير، في طبقات بالتناوب ويتم تغطيتها بالبصل المقلي. بعد إضافة كل طبقة، تُخبز كيزيسبتزليه حتى يذوب كل الجبن.
يم تقديم معها أطباق الجانبية معها مثل السلطة الخضراء أو سلطة البطاطس.
عادة ما يتم تقديم كيزيسبتزليه في منطقة فورارلبرغ وأيضًا منطقة ليختنشتاين مع صلصة التفاح. يمكن أن تُقلى بقايا الكايسسباتزل مع الزبدة.

## طرق اعدادها في اقاليم مختلفة
يتم تحضير كيزيسبتزليه مع جبن بيرجكاس أو إمنتال في شوابيا ، خيار مع الاثنين. في فورارلبيرج ، يشتهر نوعان مختلفان من الجبن ، وفي مونتافون ، يستخدم الطهاة جبنة مونتافون الحامضة لكن في غابة بريغنز يستخدمون جبنة بيرجكاسي وراسكاس ، وهي جبنة صلبة محلية.
الطبق الجانبي في فورارلبرغ هي الزبدة وحلقات البصل بلونها الأصفر الباهت.
هناك بدائل مختلفة مع ليمبرغر أو فايسلاكا أو فورارلبرغر بيرجكاس.

## الاختلافات
هناك اختلاف في طريقة عمل كيزيسبتزليه مثل كاسنوكن أو كاسنوكن من سالزبورغ  و اوبرستايرمارك ، وكلاهما جزء من النمسا ويتم قليهما في المقلاة بدلاً من طهيها. يُمزج الجبن سباتزل والمكرونة المبشورة، ويتم تسخينها في مقلاة.

## شاهد أيضاً
قائمة بأطباق الجبن